# 五雜組
《五雜組》，俗本訛作《五雜俎》，明人筆記，長樂謝肇淛撰，十六卷。

## 內容主旨
此書原題即作五雜組，取各種色彩織成的絲帶之意。後世蓋因唐人段成式有《酉陽雜俎》，遂訛為五雜俎。
《五雜組》有天部2卷、地部2卷、人部4卷、物部4卷、事部4卷。大多記錄作者本人的讀書心得，亦有國事、史事之考證。有李維楨所作序。有萬曆四十四年（1616年）潘膺祉如韋館刻本。由於謝肇淛極有預見性地在書中提出了遼東女真日後當為朝廷大患的看法，滿清軍機處奏請銷毀，故此書在清代不見鏤刻，極罕見，直至民國年间才得以重新刊行。